# Matteo Barbini
Pour les articles homonymes, voir Barbini.
Pas d'image ? Cliquez ici

a Compétitions nationales et continentales officielles uniquement.

b Matchs officiels uniquement.
Dernière mise à jour le 11 septembre 2018.
Matteo Barbini est un joueur italien de rugby à XV, né le 8 juin 1982  à Venise (Italie).

## Biographie
Matteo Barbini est trois-quarts centre et mesure 1,90 m pour 95 kg. 
Il a honoré sa première cape internationale le 8 juin 2002 à Hamilton (Nouvelle-Zélande) avec l'équipe d'Italie pour une défaite 64-10 contre la Nouvelle-Zélande en tant que remplaçant entré en cours de jeu.
Il joue trois matches lors de l'automne 2002.
Il participe aux tournois 2004 et 2005.
Pour la saison 2005-2006, il évolue sous les couleurs du Benetton Rugby Trévise. Il remporte le championnat.

## Sélection nationale
- 15 sélections avec l'Italie
- Sélections par année : 4 en 2002, 2 en 2003, 6 en 2004, 2 en 2005, 1 en 2007.
- Tournoi des Six Nations disputés: 2004, 2005, 2007.
- Coupe du monde de rugby disputée : 2003.

## Palmarès en club
- championnat d'Italie : 2006  avec Benetton Trévise.